# Akak I
Pour les articles homonymes, voir Akak.
Akak I est une localité du groupement Ebang de la commune de Soa dans le département de la Méfou-et-Afamba et la région du Centre au Cameroun.

## Population
En 1965, Akak I comptait 365 habitants, principalement des Ewondo.
Lors du recensement de 2005, ce nombre s'élevait à 765.